# نظرية مؤامرة الثورة الإيرانية 1979
كانت الثورة الإيرانية عام 1979، التي أطيح فيها بالشاه محمد رضا بهلوي وحلت محله حكومة إسلامية بقيادة روح الله الخميني، موضوع نظريات المؤامرة التي تزعم أن الغرب متورط، على وجه الخصوص، أن الولايات المتحدة والمملكة المتحدة عارضتا الشاه سراً لأن ثورته البيضاء واستقلال إيران المتزايد كان غير مواتٍ لمصالحهما في النفط الإيراني. في مذكراته الخاصة، إجابات التاريخ، ادعى الشاه أن القوى الغربية أبرزها إنجلترا والولايات المتحدة وشركة النفط الكبرى تآمرت ضده جميعًا لأسبابها الخاصة، بينما يدعي على وجه الخصوص بسبب تلاعبه بأسعار النفط.
ورفض الخميني هذه الاتهامات مدعيا أن الشاه هو «العميل» الغربي الذي حال دون اقامة حكومة اسلامية في إيران حتى قيام الثورة.

## معلومات أساسية
تم انتقاد وزارة الخارجية الأمريكية لقيامها بعمل القليل للتواصل مع إيران أو منع الاحتجاجات ومعارضة الملك الإيراني. كما تم انتقاد مجتمع المخابرات داخل الولايات المتحدة، وخاصة لإبلاغه الرئيس جيمي كارتر بأن «إيران ليست في حالة ثورية أو حتى في حالة» ما قبل الثورة""، كما تم إلقاء اللوم على الرئيس جيمي كارتر لعدم دعمه للملك أثناء إخفاقه في ردع المعارضة. داخل إيران، تعتبر الثورة على نطاق واسع مؤامرة بريطانية للإطاحة بالملك.
هذه النظرية أيدها الملك الإيراني، الذي يعتقد أن سيطرته المتزايدة على سوق النفط وتأميم النفط الإيراني في عام 1973 دفعت شركات النفط الدولية إلى الإطاحة به. كان تقييم الملك للملالي الذين سيطروا على إيران منخفضًا، واعتقد أنهم لا يستطيعون إثارة الاضطرابات في إيران دون دعم أجنبي كبير. في عام 1979، كان عقد النفط الإيراني الكبير على وشك الانتهاء، لكن شركات النفط لم تختار الاستقالة. اعتبر الملك انسحاب شركة النفط تهديدًا له. في النهاية، اعتقد الملك أنه بسبب ارتفاع أسعار النفط في عام 1973، كان البريطانيون والأمريكيون يعتزمون إطاحته واستبداله بنظام جديد غير قومي.
تم تسليط الضوء على السياسة الدولية التي اتبعها الملك لزيادة الدخل القومي من خلال زيادة كبيرة في أسعار النفط من خلال دوره القيادي في منظمة الدول المنتجة للنفط (أوبك) كسبب رئيسي لتحويل المصالح والأولويات الغربية. ويتجلى تضاؤل دعمهم له في المواقف الرئيسية التي اتخذها السياسيون الغربيون ووسائل الإعلام الغربية، ولا سيما إدارة الرئيس الأمريكي جيمي كارتر بشأن حقوق الإنسان في إيران، وفي تعزيز العلاقات الاقتصادية بين الولايات المتحدة الأمريكية والمملكة العربية السعودية في السبعينات.

## مزاعم

### مزاعم بالتورط البريطاني
وفقًا لكتاب من تأليف ف. ويليام إنغدال بعنوان قرن من الحرب: السياسة النفطية الأنجلو أمريكية والنظام العالمي الجديد، مؤامرة للإطاحة بالشاه دبرها البريطانيون والأمريكيون في عام 1978 تزامنًا مع الثورة الإيرانية في أعقاب انهيار المفاوضات لتجديد اتفاقية عمرها خمسة وعشرون عامًا بين حكومة الشاه وشركة بريتيش بتروليوم المعروفة باسم اتفاقية الكونسورتيوم لعام 1954.

### مزاعم محمد رضا بهلوي
أكد محمد رضا بهلوي نفسه، «إذا رفعت لحية الخميني، فستجد أن» صنع في إنجلترا«مكتوب تحت ذقنه،» في سنواته الأخيرة كملك. هذه الجملة من بهلوي هي تكييف لمثل آخر، «إذا قمت برفع لحية الملا، فستجد أن» صنع في المملكة المتحدة «مطبوع على ذقنه».
ونقل انجدال عن شاه محمد رضا بهلوى قوله انه لا يلوم البريطانيين ولكن الامريكيين على الإطاحة به.
لم أكن أعرف في ذلك الوقت - ربما لم أكن أريد أن أعرف - لكن الآن أعرف جيدًا أن الأميركيين أرادوا إخراجي. من الواضح أن هذا هو ما يريده المدافعون عن حقوق الإنسان في وزارة الخارجية... ما رأيي في قرار الحكومة المفاجئ بدعوة وكيل وزارة الخارجية الأميركية السابق جورج بول إلى البيت الأبيض كمستشار لإيران؟ بول كان واحداً من هؤلاء الأمريكيين الذين أرادوا أن يتخلوا عني وفي نهاية المطاف عن بلدي.

## معتقدات الجمهور الإيراني

كاندا، رمز السيخية.

"كلمة الله المنمقة" المستخدمة على العلم الإيراني.

تحدث حسين شهيدي، مراسل بي بي سي الفارسي، عن "المعتقدات العميقة الجذور" لدى الإيرانيين، أي أن " بريطانيا تقف وراء كل خطوة من الخطوات في إيران"، وخاصة إذاعة بي بي سي" التي يُعتقد أو يُزعم أنها أدت إلى "سقوط الملك رضا شاه وابنه محمد رضا بهلوي، الذي أنهى حكمه الذي دام 37 عاما بالثورة الإيرانية في الفترة 1978-1979".
وجدت دراسة استقصائية للمغتربين الإيرانيين في جنوب كاليفورنيا أن التفسير الرئيسي لثورة 1979 كان مؤامرة أجنبية، وكذلك التحقيق الأخير في أصفهان.